# Horacina Corrêa
Horacina Corrêa de Lima (Porto Alegre, 11 de outubro de 1913-?) é uma ex-cantora brasileira.
Nascida na Colônia Africana, foi solista do bloco de carnaval Os Turunas. O sucesso a levou às rádios porto-alegrenses. Em 1935, cantava num horário fixo na Rádio Correio do Povo, apresentando sambas, marchas, tangos e foxtrotes.
Ainda na década de 1930, integrou a orquestra Jazz Cruzeiro, fundado pelo baixista Flávio Corrêa e seu irmão, o baterista Oscar Corrêa. Oscar e Horacina se casaram em 1936, numa cerimônia realizada no estúdio da Rádio Farroupilha e transmitida ao vivo, um evento inédito. 
Considerada uma das cantoras mais populares do Rio Grande do Sul na época, apresentou-se também em Buenos Aires, São Paulo e no Rio de Janeiro, onde, na década de 1940, integrou o elenco da Rádio Nacional e a orquestra do maestro Fon Fon. Atuou em chanchadas de Watson Macedo como Este Mundo é um Pandeiro (1947) e ...E o Mundo se Diverte (1948),. Atuou na primeira versão cinematográfica de O Cortiço de 1945, dirigida por Luís de Barros, no papel de Rita Baiana.
Depois de gravar dois LPs pela Musidisc, na década de 1950, foi para a Europa. Segundo artigo de Fernando Lobo de 1984, Horacina teria se casado com um músico italiano e se estabelecido na Itália.

## Discografia
- 1955 - Horacina Corrêa - Musidisc (LP)
- 1954 - Canções brasileiras - Horacina Corrêa com Léo Peracchi e orquestra - Musidisc (LP)
- 1956 - Até amanhã/Feitiço da Vila/Silêncio de um minuto/Pra que mentir - Musidisc (78rpm)
- 1947 - Está muito bom! - Continental (78rpm)
- 1945 - Eu sou o samba/Presunção - Continental (78rpm)
- 1945 - Sai da roda/Pato enjeitado - Continental (78rpm)[3]